# Макнаб (Арканзас)
Макнаб (енгл. McNab) град је у америчкој савезној држави Арканзас.

## Демографија
По попису из 2010. године број становника је 68, што је 31 (83,8%) становника више него 2000. године.
| Група             | 2000.      | 2010.      |
| Белци             | 18 (48,6%) | 22 (32,4%) |
| Афроамериканци    | 18 (48,6%) | 41 (60,3%) |
| Азијати           | 0 (0,0%)   | 0 (0,0%)   |
| Хиспаноамериканци | 1 (2,7%)   | 4 (5,9%)   |
| Укупно            | 37         | 68         |